# Sahak Ter-Gabrieljan
Sahak Ter-Gabrieljan (orm. Սահակ Տեր-Գաբրիելյան, ur. 27 lutego 1886 w Şuşie, zm. 19 sierpnia 1937) – armeński rewolucjonista, polityk Armeńskiej SRR.

## Życiorys
Był synem krawca. W 1902 wstąpił do SDPRR, uczestniczył w rewolucji 1905-1907 w Baku, działał w związkach zawodowych w Baku. W maju 1907 został aresztowany, wkrótce zwolniony, po rewolucji lutowej w marcu 1917 został członkiem Prezydium Rady Bakijskiej, w 1918 był ludowym komisarzem ds. nafty Rady Komisarzy Ludowych Guberni Bakijskiej. Od 30 czerwca do 31 lipca 1918 był przewodniczącym gubernialnej Czeki w Baku, 1918-1919 członkiem Głównego Komitetu Naftowego Najwyższej Rady Gospodarki Narodowej RFSRR, a od 22 stycznia do 3 marca 1919 członkiem Rady Wojskowo-Rewolucyjnej 12 Armii Frontu Kaukasko-Kaspijskiego. Od listopada 1920 do maja 1921 był członkiem Tymczasowego Komitetu Rewolucyjnego Armenii, 1921-1923 stałym przedstawicielem Armeńskiej SRR przy Radzie Komisarzy Ludowych RFSRR, a 1923-1928 stałym przedstawicielem ZFSRR. Od 22 marca 1928 do 19 lutego 1935 był przewodniczącym Rady Komisarzy Ludowych Armeńskiej SRR, 12 listopada 1931 został zastępcą przewodniczącego Rady Komisarzy Ludowych ZFSRR, 1935-1937 kierował jednym z wydziałów Ludowego Komisariatu Przemysłu Lekkiego ZSRR. Popełnił samobójstwo.